# Pléiade Heutière
Pour les articles homonymes, voir Pléiade.
Pléiade Heutière (née le 8 mai 2003) est une jument baie du stud-book Selle français, montée en saut d'obstacles par Nicolas Delmotte, puis par Fiona Meier. C'est une fille de Flipper d'Elle.

## Histoire

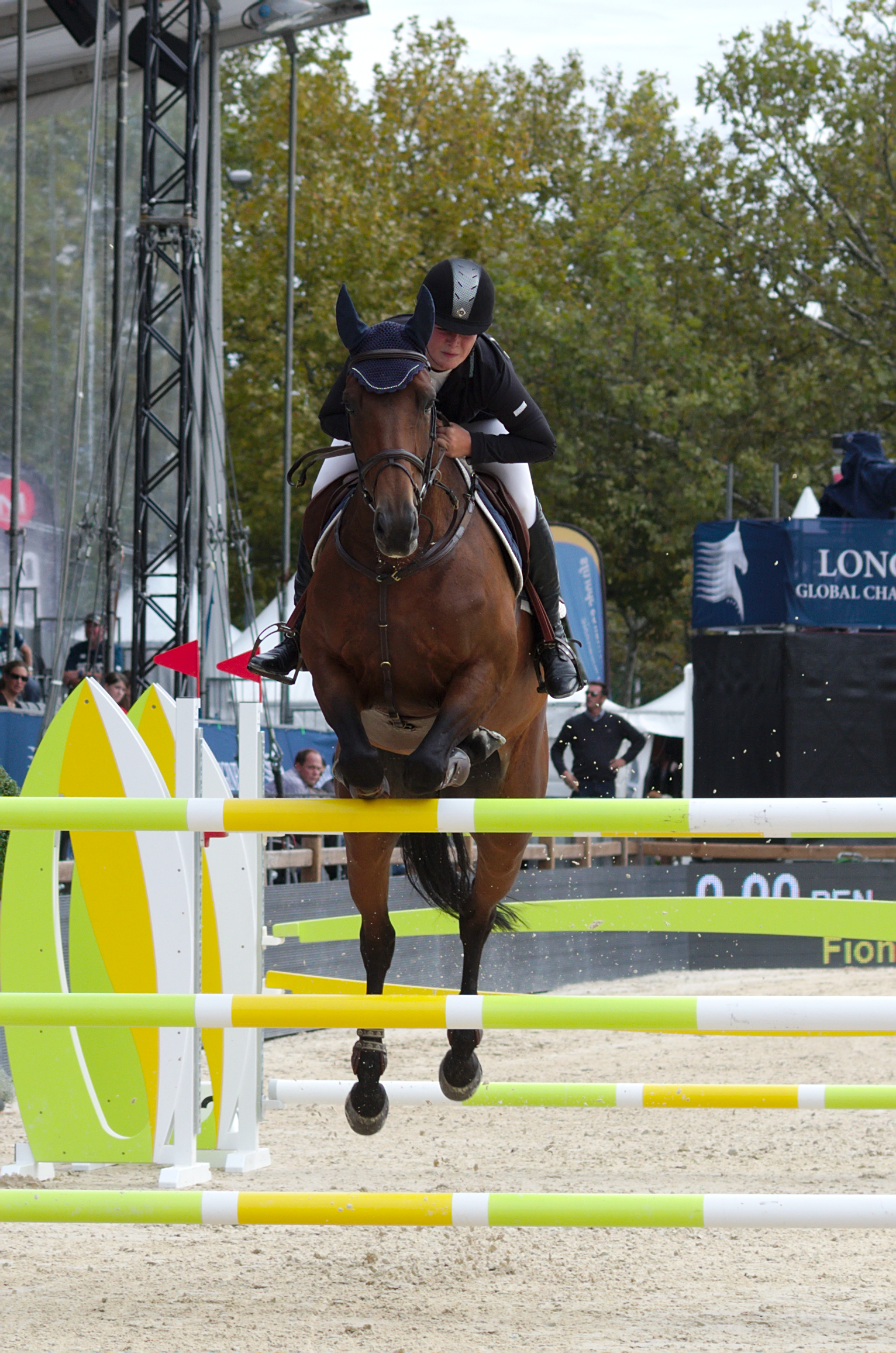
Pléiade Heutière montée par Fiona Meier pendant l'étape Global Champions Tour de Lausanne en 2013.

Elle naît le 8 mai 2003 à l'élevage de Paul Dubos, à Saint-Lô dans la Manche, en France,. Achetée à la foire aux jeunes poulains (foals) de Saint-Lô, elle est finaliste du championnat de France des juments de 6 ans à Fontainebleau, en se classant 12e. Elle remporte le championnat de France des juments de 7 ans avec Nicolas Delmotte, sans toucher une seule barre. Elle est montée par Paola Guelpa en juin 2011, avec qui elle décroche la première épreuve du barrage au Grand Parquet.

## Description
Pléiade Heutière est une jument de robe baie, inscrite au stud-book du Selle français. Elle toise 1,68 m, et est décrite comme courageuse et respectueuse.

## Palmarès
- Mai 2013 : Vainqueur de l'étape Coupe des nations jeunes cavaliers de Lamprechtshausen, à 1,40 m[1].
- Juillet 2013 : 11e en individuel aux Championnats d'Europe de saut d'obstacles 2013 jeunes cavaliers à Vejer de la Frontera[1].

## Pedigree
Pléiade Heutière est une fille de l'étalon Selle français Flipper d'Elle et de la jument Fillioucha, par Qredo de Paulstra. C'est un Selle français originel, ce qui signifie qu'elle ne compte pas de croisements étrangers dans son pedigree.

## Descendance
Pléiade Heutière a eu un poulain en mai 2007 par Hooligan de Rosyl, Tempo Chrome (ISO 138). Son second poulain est né après transfert d'embryon l'année de ses six ans, Vitez chrome, toujours par l'étalon Hooligan.